# Baldwin (Georgia)
Baldwin város az USA Georgia államában, Banks és Habersham megyében,. Lakosainak száma 3629 fő (2020. április 1.).

## Népesség
A település népességének változása:
| Lakosok száma | 130  | 3279 | 3629 |
|               | 1900 | 2010 | 2020 |